# McLaren MCL34
McLaren MCL34 — гоночный автомобиль, построенный британской командой McLaren F1 Team для участия в чемпионате мира 2019 года. Фернандо Алонсо в августе 2018 года объявил об уходе из Формулы-1 в конце сезона, на его место из Renault перешёл Карлос Сайнс. Его напарником стал Ландо Норрис.

## Технические характеристики
От прошлогоднего McLaren MCL33 отличается тем, что заднее антикрыло стало шире, а переднее крыло - шире и проще в соответствии с правилами нового регламента сезона 2019.

## Презентация
Болид показали на своей базе в Уогинге 14 февраля. На презентации были Зак Браун, Жиль де Ферран, гонщики команды Карлос Сайнс и Ландо Норрис.
Зак Браун (исполнительный директор McLaren Racing):
Машина MCL34 – результат напряженной работы и преданности делу всей команды. Мы все привержены общей цели, мотивированы и едины в стремлении вернуть McLaren конкурентоспособность. MCL34 – начало этого процесса.
У нас новая пара пилотов, они представляют новое талантливое поколение Формулы 1. Они являются неотъемлемой частью команды и наших коллективных усилий по движению вперед.

Семья McLaren – это не только наши люди и гонщики, но также потрясающие партнеры и великолепные болельщики. У нас сильные деловые партнеры, их число продолжает расти, а также невероятные болельщики, которые поддерживают команду и во время успеха, и во время поражений. Я хочу поблагодарить их за то, что они начнут с нами 2019 год. Как всегда, мы бесстрашно движемся вперед

## Сезон 2019

### Участие в гонках
На первом этапе в Мельбурне очков заработать не удалось. В гонке Ландо Норрис финишировал лишь 12-м, а Карлос Сайнс сошёл из-за отказа MGU-K. На следующем Гран-при в Бахрейне Норрис заработал первые очки для себя и команды, Сайнс сошёл из-за механических проблем. На Гран-при Азербайджана Карлос приехал седьмым, а его напарник восьмым, таким образом команда заработала баллы двумя машинами. Всю первую половину чемпионата гонщики McLaren стабильно набирали очки. В квалификации Гран-при Венгрии Ландо Норрис и Карлос Сайнс заняли 7-ю и 8-ю позиции.
Карлос Сайнс:
Для команды результат стал идеальным, потому что это трасса с медленными поворотами, и вчера мы ждали проблем. Но мы сделали несколько изменений в настройках, и все получилось. Это была лотерея, мы испытывали такую конфигурацию на трассе, просто попытались предугадать погоду, и у нас получилось
В гонке Карлос отыграл три места, приехав пятым, а Ландо потерял два и финишировал девятым. После Гран-при команда оторвалась от Toro Rosso на 39 очков, от Renault - на 43 очка, заняв четвёртое место в командном зачёте. Этап в Бельгии прошёл неудачно, Карлос Сайнс сошёл в самом начале гонки, а проехавший всю гонку пятым Ландо Норрис остановил машину на последнем круге из-за потери мощности двигателя. После гонки в России на счету McLaren 101 очко, в последний раз команда заработала более ста очков в 2014 году. В Бразилии Карлос Сайнс приехал 4-м, но после штрафа Льюиса Хэмилтона переместился на третье место. Это первый подиум для команды с Гран-при Австралии 2014 года.

## Результаты выступлений в Формуле-1
| Легенда к таблице |                                                                    |
| --- | ------------------------------------------------------------------ |
| В таблице перечислены результаты всех Гран-при Формулы-1, в которых принимала участие команда. Строками таблицы являются сезоны, столбцами — этапы чемпионата мира. В каждой клетке указаны сокращённое название этапа и результаты гонщиков команды, дополнительно обозначенные цветом. Расшифровка обозначений и цветов представлена в нижеследующей таблице. |                                                                    |
| \| Пример \| Описание \| \| ------------ \| ------------------------------------------------------------------ \| \| 1 \| Победитель \| \| 2 \| Второе место \| \| 3 \| Третье место \| \| 5 \| Финишировал, заработав очки \| \| Сход \| Не финишировал, но при этом заработал очки \| \| 12 \| Финишировал, не получив очков \| \| НКЛ \| Финишировал, но не попал в финальную классификацию \| \| 15 \| Участвовал вне зачёта, либо по отдельной классификации \| \| 18 \| Не финишировал, но попал в финальную классификацию \| \| Сход \| Не финишировал \| \| НКВ \| Не прошёл квалификацию \| \| НПКВ \| Не прошёл предквалификацию \| \| ДСК \| Дисквалифицирован \| \| ИСК \| Исключён из протокола соревнований \| \| ТТ \| Заявлен для участия только в тренировках \| \| НС \| Участвовал в квалификации, но не стартовал в гонке \| \| Т \| Травмирован или болен \| \| ОТК \| Отказ от участия \| \| НТР \| Прибыл на соревнования, но на трассу не выезжал \| \| НПР \| Был заявлен в числе участников, но не прибыл к началу соревнований \| \| О \| Соревнования отменены \| \| \| Не участвовал \| \| Поул-позиция \| \| \| Быстрый круг \| \| |                                                                    |
| Пример | Описание                                                           |
| 1 | Победитель                                                         |
| 2 | Второе место                                                       |
| 3 | Третье место                                                       |
| 5 | Финишировал, заработав очки                                        |
| Сход | Не финишировал, но при этом заработал очки                         |
| 12 | Финишировал, не получив очков                                      |
| НКЛ | Финишировал, но не попал в финальную классификацию                 |
| 15 | Участвовал вне зачёта, либо по отдельной классификации             |
| 18 | Не финишировал, но попал в финальную классификацию                 |
| Сход | Не финишировал                                                     |
| НКВ | Не прошёл квалификацию                                             |
| НПКВ | Не прошёл предквалификацию                                         |
| ДСК | Дисквалифицирован                                                  |
| ИСК | Исключён из протокола соревнований                                 |
| ТТ | Заявлен для участия только в тренировках                           |
| НС | Участвовал в квалификации, но не стартовал в гонке                 |
| Т | Травмирован или болен                                              |
| ОТК | Отказ от участия                                                   |
| НТР | Прибыл на соревнования, но на трассу не выезжал                    |
| НПР | Был заявлен в числе участников, но не прибыл к началу соревнований |
| О | Соревнования отменены                                              |
| | Не участвовал                                                      |
| Поул-позиция |                                                                    |
| Быстрый круг |                                                                    |

| Сезон | Шасси         | Двигатель                 | Ш | Гонщики          | 1    | 2   | 3    | 4   | 5    | 6   | 7    | 8   | 9   | 10  | 11   | 12  | 13   | 14   | 15  | 16  | 17  | 18   | 19  | 20  | 21  | Место | Очки |
| ----- | ------------- | ------------------------- | - | ---------------- | ---- | --- | ---- | --- | ---- | --- | ---- | --- | --- | --- | ---- | --- | ---- | ---- | --- | --- | --- | ---- | --- | --- | --- | ----- | ---- |
| 2019  | McLaren MCL34 | Renault E-Tech 19 1,6 V6T | P |                  | АВС  | БАХ | КИТ  | АЗЕ | ИСП  | МОН | КАН  | ФРА | АВТ | ВЕЛ | ГЕР  | ВЕН | БЕЛ  | ИТА  | СИН | РОС | ЯПО | США  | МЕК | БРА | АБУ | 4     | 145  |
| 2019  | McLaren MCL34 | Renault E-Tech 19 1,6 V6T | P | Ландо Норрис     | 12   | 6   | Сход | 8   | Сход | 11  | Сход | 9   | 6   | 11  | Сход | 9   | 11   | 10   | 7   | 8   | 11  | Сход | 7   | 8   | 8   | 4     | 145  |
| 2019  | McLaren MCL34 | Renault E-Tech 19 1,6 V6T | P | Карлос Сайнс мл. | Сход | 19  | 14   | 7   | 8    | 6   | 11   | 6   | 8   | 6   | 5    | 5   | Сход | Сход | 12  | 6   | 5   | 13   | 8   | 3   | 10  | 4     | 145  |